# 沙尔瓦·阿哈尔齐赫利
沙尔瓦·托雷利-阿哈尔齐赫利（？-1227年6月）是一名格鲁吉亚军事将领、塔玛尔女王治世时期朝臣。正教会殉道圣人，由格鲁吉亚正教会封圣。
在鲁速丹女王统治时期，花拉子模的札兰丁侵袭了格鲁吉亚。1227年6月，格鲁吉亚与花拉子模两军在加尔尼决战。沙尔瓦与其弟约安担任先遣部队指挥官，与敌军战斗。但后方的总指挥约安·阿塔贝格处于嫉妒没有对两兄弟进行救援，沙尔瓦遂被俘，约安则战殁。札兰丁试图诱使沙尔瓦改宗伊斯兰教，但他拒绝了。札兰丁于是下令将沙尔瓦折磨至死，经过长时间的折磨后，沙尔瓦在狱中殉道了。